# Harlingerland
Das Harlingerland ist ein Landstrich an der Nordseeküste in Ostfriesland. Während man heutzutage meistens den gesamten Landkreis Wittmund als Harlingerland zu bezeichnen pflegt, ist es historisch vor allem der nördliche Teil des heutigen Landkreises, der das alte friesische Land dieses Namens bildete. Zu nennen sind vor allem die Gebiete um Esens und Wittmund. Das Gebiet um Friedeburg gehörte zu der Zeit noch zu dem friesischen Land Östringen.
Umgangssprache ist für viele Menschen im Harlingerland das ostfriesische Platt in seiner vom übrigen Ostfriesland etwas abweichenden Harlinger Ausprägung. Die alte friesische Sprache hielt sich im Harlingerland allerdings länger als in den meisten anderen ostfriesischen Landstrichen. In Wittmund erscheint die Heimatzeitung des Harlingerlandes, der Anzeiger für Harlingerland.

## Geschichte

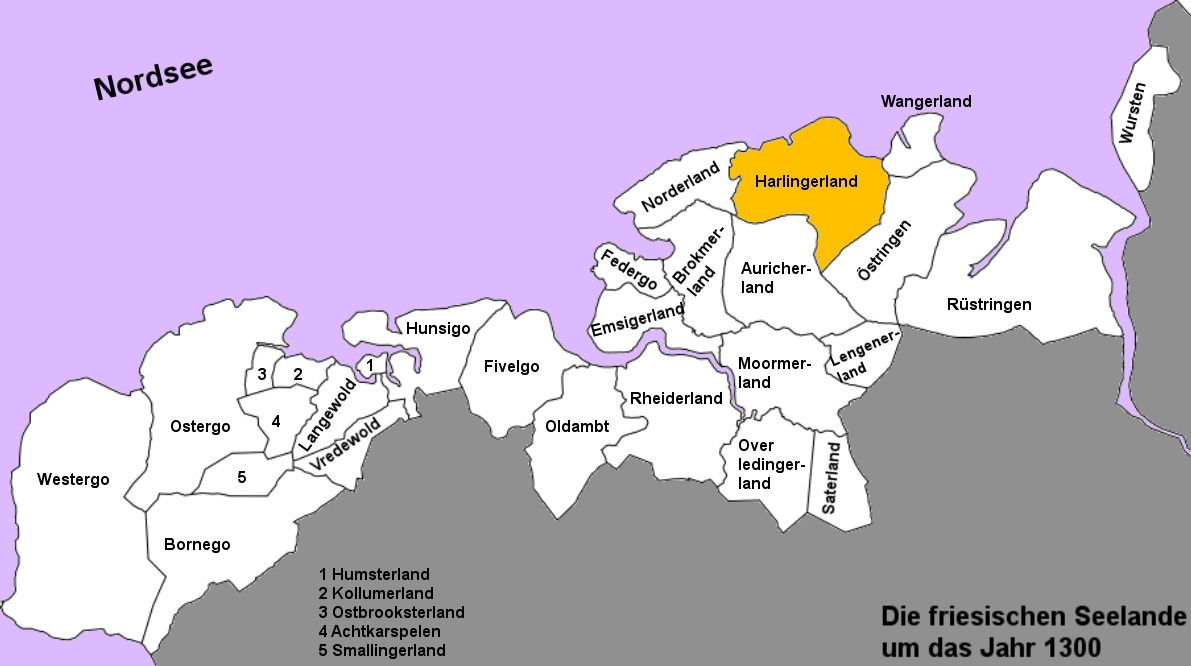
Das Harlingerland um 1300

Das Harlingerland nimmt in der ostfriesischen Geschichte eine besondere Stellung ein. In der Zeit der friesischen Landesgemeinden war der Landstrich als Herloga bekannt und hatte sich vermutlich etwa in der Mitte des 11. Jahrhunderts aus Teilen der alten Gaue Nordwidu und Wanga gebildet. Politisch trat die Landesgemeinde ab 1237 in Erscheinung, bereits zuvor waren die Harlinger allerdings schon an innerfriesischen Streitigkeiten beteiligt.
Nachdem Häuptling Sibet Attena in den Jahren 1454/55 die Herrschaften Esens, Wittmund und Stedesdorf vereinigt hatte, bewahrte das geeinte Harlingerland nach der Zeit der friesischen Freiheit und der Häuptlingsherrschaft noch lange seine Eigenständigkeit. Geschah dies zunächst im friedlichen Neben- und Miteinander mit den ostfriesischen Grafen, so kam es bald zu Konflikten mit den Cirksena, den Landesherren von Ostfriesland. Insbesondere die Harlinger Häuptlinge Hero Omken und sein Sohn Balthasar von Esens waren äußerst streitbar.
Als Graf Enno II. im Jahr 1530 das Harlingerland auf militärischem Wege einnahm, floh Balthasar in die Grafschaft Rietberg, mit deren Herrscherhaus er familiär verbunden war. Von dort gelangte er zu Herzog Karl von Geldern. Dieser half ihm ab Jahr 1531 in der Geldrischen Fehde, das Harlingerland zurückzugewinnen. Allerdings stellte Balthasar sein Land unter die Lehnshoheit von Geldern. Damit verlor das Harlingerland seine Eigenständigkeit.
Nach dem Tod Balthasars im Jahr 1540 fiel das Harlingerland an die Grafen von Rietberg, da Balthasar keine Kinder hatte, seine Schwester Onna aber mit einem Grafen von Rietberg verheiratet war. Deren Sohn, Graf Johann II. von Rietberg, brach noch einmal Streit mit Ostfriesland vom Zaun und wurde als der „tolle Johann“ bekannt. In der Folgezeit legte sich der Konflikt zwischen dem Harlingerland und Ostfriesland. Graf Enno III. von Ostfriesland heiratete sogar eine Erbtochter der Rietberger. Aus dieser kurzen Ehe überlebten jedoch nur zwei Töchter, die Erben des Harlingerlandes geworden wären. Nachdem aber die männliche Linie der Rietberger ausgestorben war, einigte sich Enno mit seinen Töchtern im Jahr 1600 im Berumer Vergleich: Enno erhielt das Harlingerland, seine Töchter die Grafschaft Rietberg und finanzielle Abfindungen.
Seit 1600 gehörte das Harlingerland also zu Ostfriesland, auch wenn es rechtlich in vielerlei Hinsicht noch eine Sonderstellung einnahm. So hatten die ostfriesischen Stände, mit denen die Grafen in ständigem Konflikt lagen, keine Handhabe im Harlingerland. Erst mit der Neugründung der Landstände nach der Franzosenzeit Anfang des 19. Jahrhunderts waren auch die Harlinger dort vertreten. Im Kirchenrecht gibt es ebenfalls bis in die Neuzeit einige Besonderheiten. Auch führten die Rietberger Herren, auch ohne im Besitz des Landstriches zu sein, nach wie vor den Titel "Herr von Esens, Stedesdorf und Wittmund" – wie übrigens auch die ostfriesischen Grafen und Fürsten sich "Grafen von Rietberg" nennen durften. Der Titel ist bis zum Aussterben der österreichisch-mährischen Familie Kaunitz-Rietberg, Nachkommen der rietbergischen Cirksena, im Jahr 1845 belegt.